# Maria Vila i Panadès
Maria Vila i Panadès (Gràcia, Barcelona, 29 d'agost de 1897 - Barcelona, 18 de desembre de 1963) va ser una primera actriu catalana. El 1919 es va casar amb Pius Daví i Segalés, també primer actor i director. Amb ell va crear una companyia de sòlida tradició de teatre en català. Va fer primers papers d'algunes obres de Josep Maria de Sagarra, i després de la Guerra Civil contribuí al retorn de la llengua catalana als escenaris.

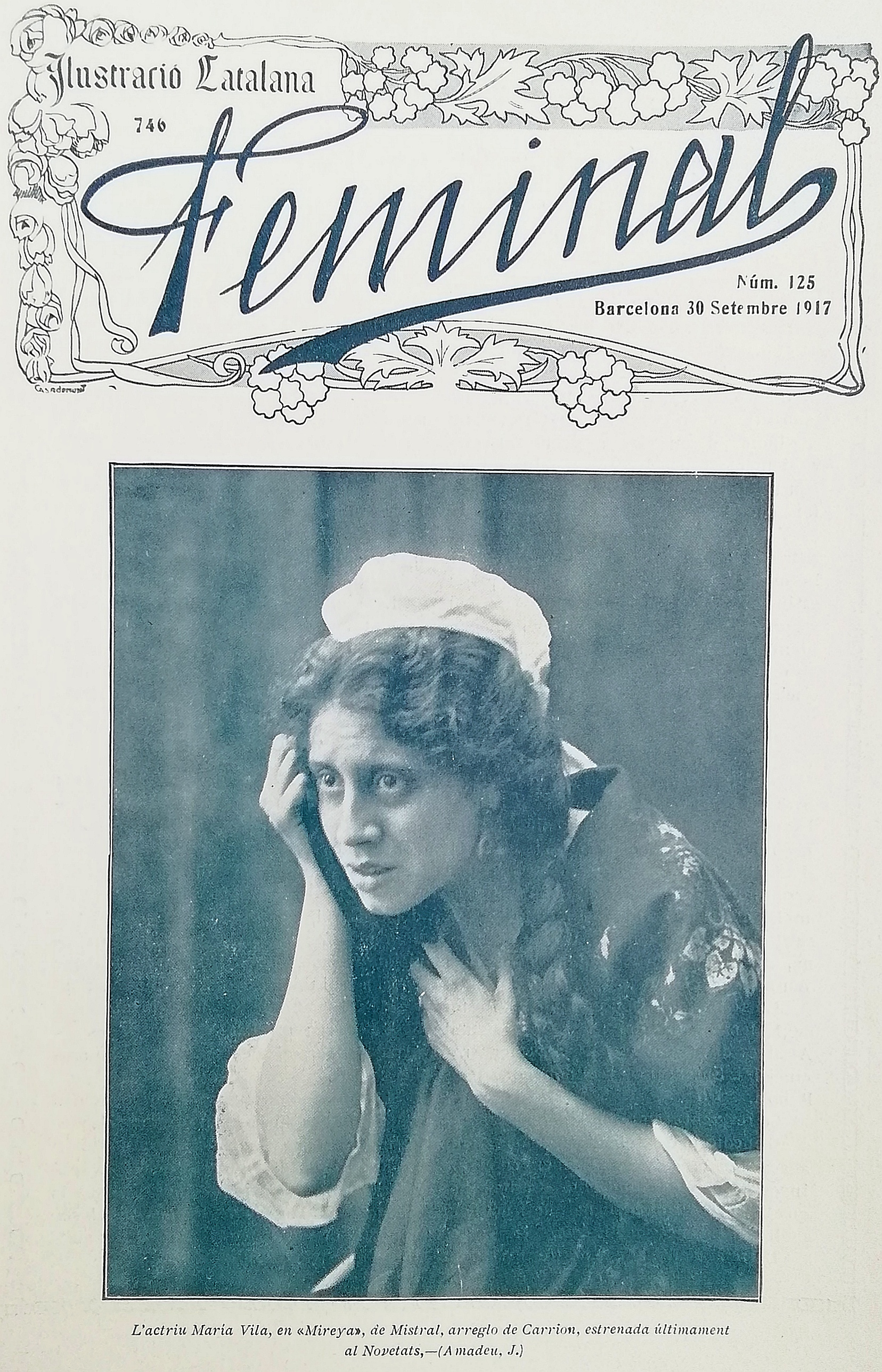
Maria Vila en el paper de Mireia, adaptació teatral del clàssic de Frederic Mistral. Fotografia de l'estrena l'any 1917 on la revista Feminal se'n va fer ressò.

## Joventut
Va néixer al número 125 del carrer Major de Gràcia (actualment Gran de Gràcia), filla dels actors Josep Maria Vilà i Maristany i Maria Panadès Ricart, i neta de l'actor Manuel Panadès. Fou inscrita amb els noms de Maria Manuela Cristina. Començà la seva carrera artística a l'edat de nou anys en la companyia dels seus pares, interpretant papers infantils. Continuà desenvolupant-ne sense distinció de caràcters, però sempre amb gran afició i entusiasme, altres de secundaris, tant còmics com dramàtics, de caràcter jove o d'edat, la qual cosa, sense cap dubte, va contribuir a formar l'actriu, adquirint en aquesta varietat d'interpretacions el domini complet que mostrà en l'escena.
Molt jove encara, el 1914, en morir la mare, es feu càrrec de la part de primera actriu en aquella companyia, amb repertori exclusivament castellà i mereixent ja la distinció dels públics. El 1917 formà part de la companyia que, en el teatre Novedades de Barcelona, dirigia l'insigne actor Enric Borràs, i assolí destacar-se com a primera figura per la seva impecable tasca en diverses representacions del repertori català.

## Més enllà de Catalunya
En contraure matrimoni el 1919 amb Pius Daví, reingressaren tots dos com a primeres figures joves en la companyia castellana d'Enric Borràs, en la qual, al costat de prestigiosos artistes de l'escena castellana, recorregueren tot Espanya. La jove i ja reconeguda actriu aconseguí grans èxits a Madrid, València, Sevilla, Sant Sebastià, Cadis, Saragossa, Santander i Barcelona, amb obres clàssiques i modernes del teatre espanyol. Estrenà amb aplaudiments les produccions Antón Caballero; La seca; Pasa el lobo, i d'altres, i rebé molts elogis dels primers crítics de la capital.
En finalitzar el 1920, els esposos formaren la companyia Vila-Daví, que, també amb repertori castellà, recorregué les principals capitals de la península, amb un notable conjunt d'artistes de mèrit reconegut. Contractada el 1924 per l'Empresa de Teatre Català, tornà al Romea de Barcelona, i assolí un èxit sense precedents en presentar l'obra d'Àngel Guimerà La boja. Els seus triomfs seguiren en les obres i estrenes en què prengué part.

## L'autonomia Vila-Daví
El 1927, i ja sense interrupció des d'aquesta data, el matrimoni Vila-Daví actuà amb la companyia d'aquest nom al teatre Romea, i va ésser classificada com la més completa i de millor conjunt de l'època. Així mateix, la jove Maria Vila fou reconeguda per crítics i literats com la primera actriu del teatre català contemporani, i la consideraren digna de figurar entre les grans actrius mundials, pel seu gran temperament artístic, la seva perfecta expressió, clara dicció, fi sentiment amb què interpretava els personatges -per difícils que en fossin els caràcters- que li eren confiats, donant a cadascun d'ells els moviments, modulacions de veu i arrancades còmiques o dramàtiques que requerissin, com va demostrar en diverses creacions. Se'n pot destacar, per la seva tasca admirable: Los emigrants, La caravana, La dona verge, Els fariseus, Els fills, La mentidera, La mare de Hamlet, La dolorosa, L'hostal de la Gloria, L'alegria de Cervera, Angélica Grelot; i en les traduccions: L'home que faltava, La Quimeta maca, La novicia de Santa Clara, El carrer, Els criminals, El procés de Mary Dugan, Shanghai i d'altres diverses, en un repertori molt extens.

## Un cop vídua
En morir el seu marit Pius Daví, el 23 d'agost de 1956, Maria entrà a formar part com a primera actriu de la Companyia Maragall, titular del teatre Romea, i hi assolí èxits destacats en la interpretació de peces com La ferida lluminosa de Josep Maria de Sagarra. El 1960 el Circulo de Bellas Artes de Madrid li concedí la medalla d'argent, i pocs mesos després, al mateix any, li fou atorgada la medalla al Mèrit en el Treball.

## Trajectòria professional

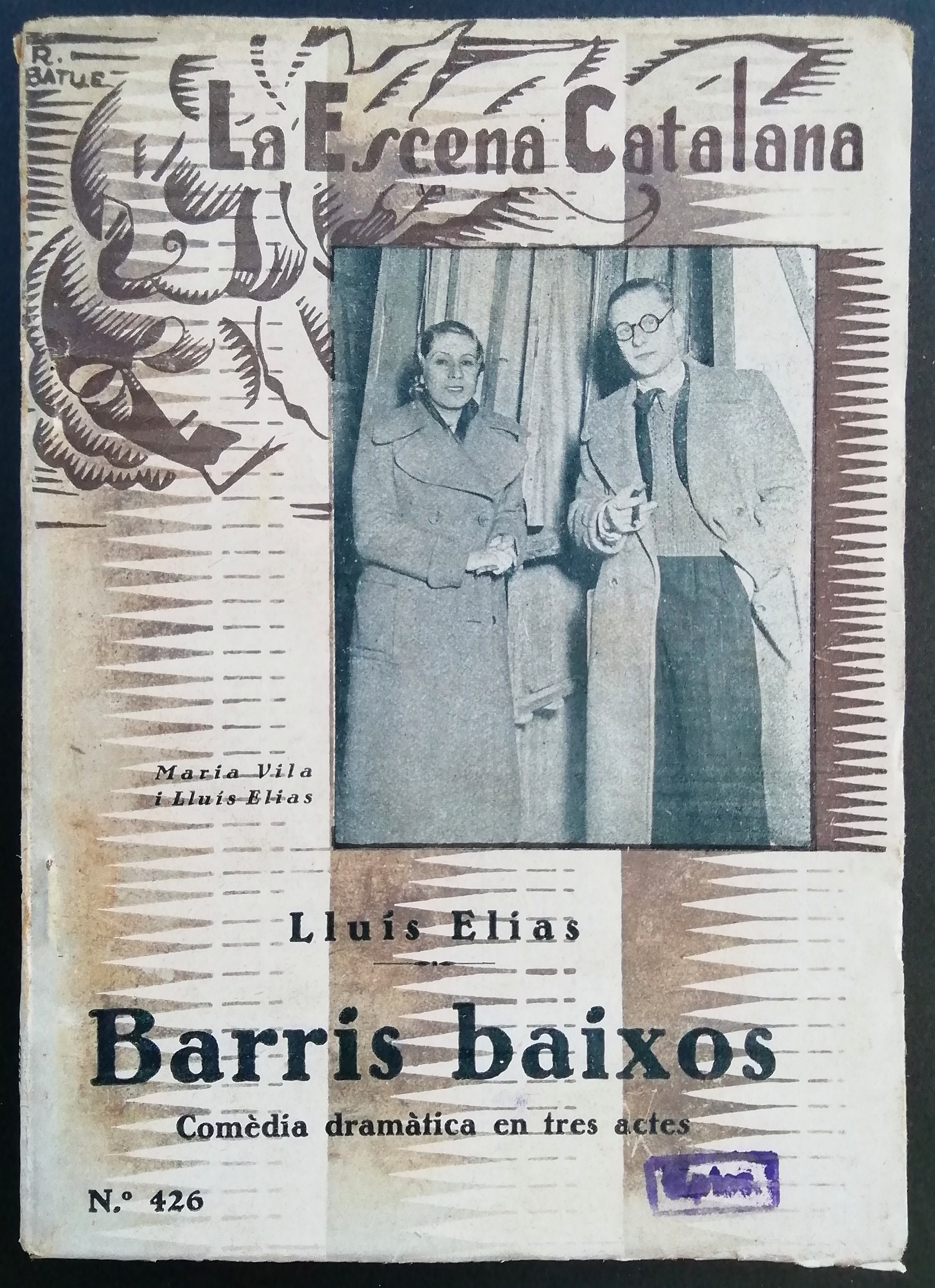
Maria Vila al costat del dramaturg Lluís Elias a la coberta del llibret de l'obra Barris baixos, que Maria Vila va estrenar amb la seva companyia. Publicat a Barcelona l'any 1935 per La Escena Catalana

- Maria Vila al costat del dramaturg Lluís Elias a la coberta del llibret de l'obra Barris baixos, que Maria Vila va estrenar amb la seva companyia. Publicat a Barcelona l'any 1935 per La Escena Catalana 1917, 1 de març. En el paper de Pepeta a l'obra Jesús que torna, d'Àngel Guimerà, estrenada al teatre Novedades de Barcelona.
- 1917, 15 de març. En el paper de Clareta a l'obra A ca l'Antiquari, de Santiago Rusiñol. Estenada al Teatre Novedades de Barcelona.
- 1917, 20 de setembre. En el paper de Mireia a l'obra Mireia, de Frederic Mistral, adaptació escènica d'Ambrosi Carrion. Estrenada al Teatre Novedades de Barcelona. Companyia catalana encapçalada per Enric Borràs.
- 1917, 15 de novembre. En el paper de Filiberta Chigi a l'obra El cardenal, de Louis N. Parker, amb traducció catalana de Salvador Vilaregut. Estrenada al teatre Novetats de Barcelona.
- 1917. 13 de desembre. En el paper de Broyda a l'obra Indíbil i Mandoni, d’Àngel Guimerà, estrenada al Teatre Barcelona de Barcelona.
- 1918, 15 de març. En el paper de La Xavaleta a l'obra La mala vida, de Juli Vallmitjana. Estrenada al Teatre Còmic de Barcelona. Companyia dirigida per Enric Borràs.
- 1918. 13 d'abril. En el paper de Carmeta, la veina a l'obra La barberia d’en Quim, de Josep Burgas, estrenada al teatre Cómico de Barcelona.
- 1918, 4 octubre. En el paper de Maria Clara a l'obra Montmatre, de Pierre Frondaie, traducció catalana de Salvador Vilaregut. Estrenada al teatre Espanyol de Barcelona.
- 1918. 6 de desembre. En el paper de Maria a l'obra  El català de La Manxa, de Santiago Rusiñol, estrenada al teatre Español de Barcelona.
- 1919. octubre. En el paper d’Angelina a l'obra Ànimes nues de Miquel Poal i Aregall, estrenada al Teatre Euterpe de Sabadell.
- 1920. 8 de maig. En el paper d’Isolda a la versió per a teatre de l'obra Tristany i Isolda de Richard Wagner, estrenada al teatre Goya de Barcelona
- 1920. 17 d'abril. La miraculosa, d'Ambrosi Carrion, estrenada al Teatre Principal de Figueres.
- 1921. 13 de gener. La Cançó del vell Cabrés de Bonaventura Gassol, estrenada al teatre Bartrina de Reus.
- 1921. 19 de març. En el paper de Dama Isaura en l'obra La dama de l'amor feréstec, de Joan Puig i Ferreter, estrenada al Teatre Goya de Barcelona
- 1921. 7 de maig. En el paper de Maria Lluïsa a l'obra  A sol ixent fugen boires, d'Avel·lí Artís Balaguer, estrenada al Teatre Nou.
- 1924, 14 novembre. En el paper d'Elvira a l'obra Fidelitat de Josep Maria de Sagarra. Estrenada al teatre Romea de Barcelona.
- 1924. desembre. En el paper de L’inconeguda a l'obra La Penya Roca i la colònia de l'Ampolla, de Joaquim Montero, estrenada al teatre Romea
- 1925, 9 d'octubre. En el paper de La Pietat a l'obra Seny i amor, amo i senyor, d'Avel·lí Artís i Balaguer. Estrenada al teatre Romea de Barcelona.
- 1925, 21 de novembre. En el paper de Madrona Dolcet a l'obra Déu hi fa més que nosaltres, original de Carles Soldevila, estrenada al teatre Romea de Barcelona.
- 1925, 15 desembre. En el paper de Caterina a l'obra La follia del desig, de Josep Maria de Sagarra. Estrenada al teatre Romea, de Barcelona.
- 1926, 10 de març. En el paper de Daisy Quinneys a l'obra Reineta meva!, d’H. A. Vachell, estrenada al teatre Romea de Barcelona
- 1927, 22 d’octubre. En el paper Antonieta a l'obra El milionari del Putxet, de Gantó A. Màntua, estrenada al teatre Romea de Barcelona
- 1927, 11 de desembre. En el paper de Laura Vidal a l'obra L'assassinat de la senyora Abril, de Josep Maria de Sagarra, estrenada al teatre Romea.
- 1927, 8 de desembre. Solness, el constructor, d’Herink Ibsen, estrenada al teatre Romea de Barcelona.
- 1927, 14 de desembre. En el paper de Laura Vidal (45 anys) a l'obra L'assassinat de la senyora Abril, de Josep Maria de Sagarra. Estrenada al teatre Romea de Barcelona.
- 1928, 11 de gener. En el paper de Josefina a l'obra T’estimo!.., d’Alfons Roure, estrenada al teatre Romea de Barcelona
- 1928, 27 de gener. En els papers d’Helena Glory i la Robot Helena R.U.R. (Rossum's Universal Robots), de Karel Čapek, estrenada al teatre Romea de Barcelona
- 1928, 14 de febrer. En el paper d’Eularia a l'obra El cavaller immortal, de Manuel Fontdevila,estrenada al teatre Romea de Barcelona
- 1928. 22 de març. En el paper de Roser a l'obra  Els faritzeus, d'Apeles Mestres', estrenada al teatre Romea de Barcelona
- 1928. 7 d'abril. En el paper de Maria a l'obra  L’hereu Riera, de Francesc Oliva i Victor Mora, estrenada al teatre Romea de Barcelona
- 1928. 4 de maig. En el paper de Lidia de Morançè de l'obra Una visita de noces, d’Alexandre Dumas (fill), estrenada al teatre Romea de Barcelona
- 1930, 17 d'octubre. En el paper de Maria a l'obra La veïna del terrat, de Gastó A. Màntua. Estrenada al teatre Romea de Barcelona.
- 1931, 7 d'octubre. En el paper de Glòria a l'obra L'hostal de la Glòria, de Josep Maria de Sagarra.
- 1931, 17 desembre. En el paper d’Angèlica a l'obra La morena de Coll-Blanc, de Gastó A. Màntua. Estrenada al teatre Romea de Barcelona.
- 1932, 26 de març. En el paper de Maria del Roser a l'obra L'alegria de Cervera, de Josep Maria de Sagarra.
- 1932, 7 d'octubre. En el paper de Desitjada a l'obra Desitjada, de Josep Maria de Sagarra. Estrenada al teatre Romea de Barcelona.
- 1933, 14 de març. En el paper de Tineta a l'obra La més bonica del barri, de Gastó A. Màntua. Estrenada al teatre Romea de Barcelona.
- 1933, 27 octubre. En el paper de Sileta a l'obra La Ben Plantada, de Gastó A. Màntua. Estrenada al teatre Romea, de Barcelona.
- 1933, 14 de febrer. En el paper de Caterina a l'obra El Cafè de la Marina, de Josep Maria de Sagarra. Estrenada al teatre Romea de Barcelona.
- 1933, 3 d'octubre. En el paper d'Estrella a l'obra L'Estrella dels miracles, de Josep Maria de Sagarra. Estrenada al teatre Romea de Barcelona.
- 1935, 13 de febrer. En el paper de Lilí a l'obra Lilí vol viure, de Lluís Elias. Estrenada al teatre Coliseu Pompeia de Barcelona.
- 1935, 20 d'abril. En el paper de Reina a l'obra Reina, de Josep Maria de Sagarra. Estrenada al Teatre Nou (Avinguda del Paral·lel), Barcelona.
- 1936, 18 de març. En el paper de Marieta a l'obra Marieta cistellera, de Salvador Bonavia. Estrenada al teatre Espanyol del Paral·lel, Barcelona.
- 1936, 28 de gener. En el paper de Rosa a l'obra Barris baixos, de Lluís Elias.
- 1936, 28 de maig. En el paper de Rosalia a l'obra La cançó de la filla del marxant, de Josep Maria de Sagarra. Estrenada al teatre Espanyol del Paral·lel, Barcelona.
- 1951, 7 de novembre. En el paper de Marcel·lina a l'obra El marit ve de visita, de Xavier Regàs. Estrenada al teatre Romea de Barcelona.
- 1952. En el paper de Munda a l'obra L'alcova vermella, de Josep Maria de Sagarra.
- 1952. En el paper de Cristina a l'obra L'amor viu a dispesa, de Josep Maria de Sagarra.
- 1957. En el paper de Sílvia a l'obra Passaport per a l'eternitat, de Josep C. Tàpias i Santiago Vendrell